# Ca l'Esparter (Anglès)
Ca l'Esparter és una obra del municipi d'Anglès inclosa en l'Inventari del Patrimoni Arquitectònic de Catalunya.

## Descripció
Es tracta d'un gran casal medieval de tres plantes, entre mitgeres, cobert amb una teulada a dues aigües de vessants a façana i amb una cornisa de dents de serra. Està ubicat al costat dret del carrer major i respon a la tipologia de casal gòtic.
La planta baixa destaca pels dos grans portals adovellats d'arc de mig punt amb unes dovelles de grans proporcions molt ben escairades. El portal que equival al número 18 conté un gran escut perfilat en la clau de la volta i a més és sensiblement major en comparació a l'altre portal.

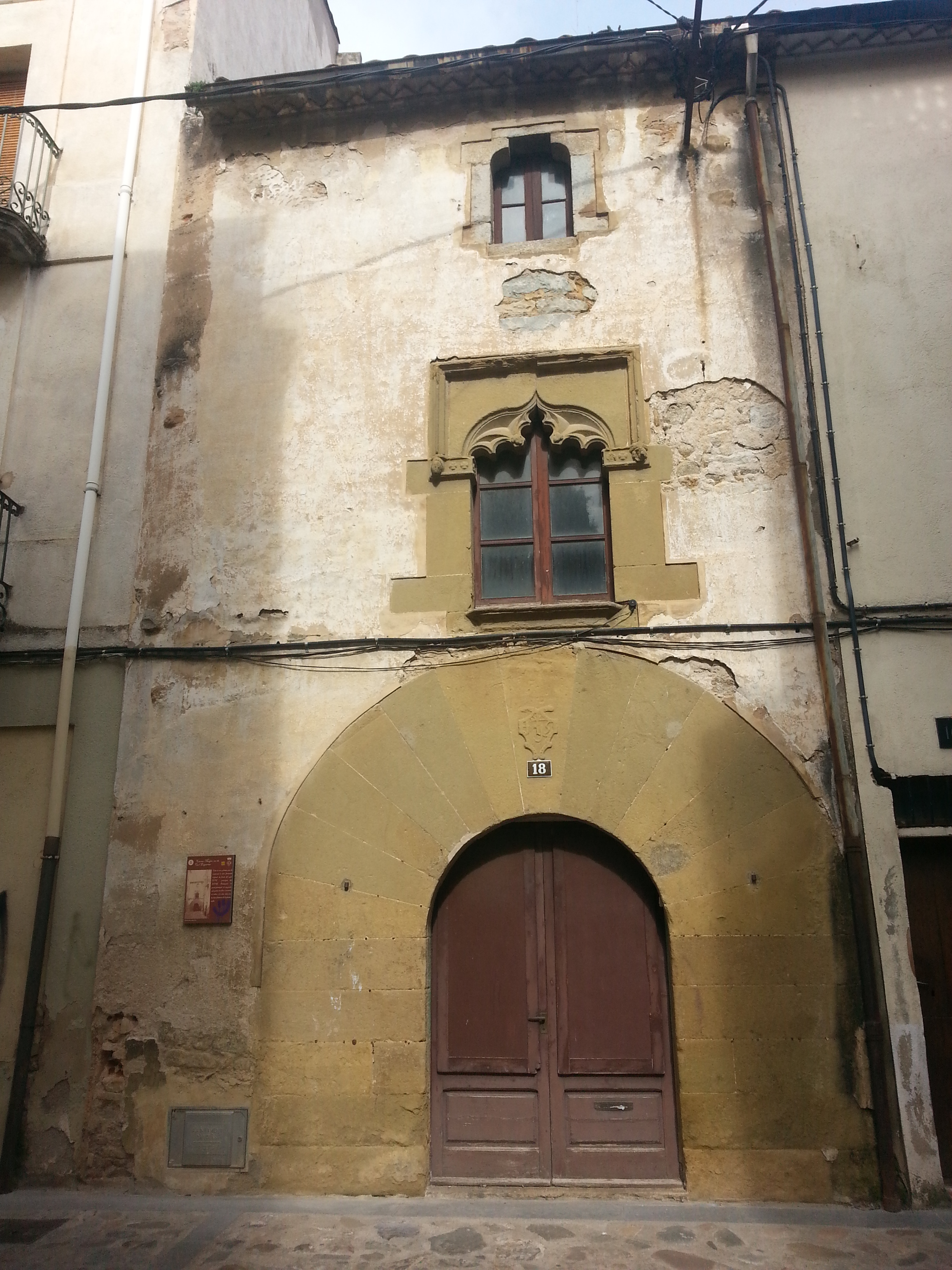
Detall de la banda esquerra de Ca l'Esparter, actual número 18 del carrer Major

Pel que fa al primer pis, aquest conté dues magnífiques finestres d'arc conopial amb decoració lobulada, així com guardapols, muntants de pedra i ampit treballat. Les dues difereixen en els motius ornamentals que aglutinen. La finestra que correspon al núm. 18 conté una sèrie de motius antropomòrfics de caps humans en les impostes o arrancada de l'arc -semblants als que veiem a Cal Rellotger i a Cal Noi, també ubicats al carrer Major d'Anglès-. La finestra del número 16 disposa d'uns petits motius a manera de rosetons o escuts, també a les impostes. En aquest mateix sector trobem una finestra rectangular amb llinda monolítica, muntants de pedra i ampit treballat, el dintell de la qual recull la data de 1565.
Finalment, en el segon pis, cal destacar tant la petita finestra de permòdols amb muntants de pedra ben escairats com les dues arcades de mig punt de mida reduïda.

## Història
Aquest casal era la residència de la família Olmera-Çarrovira. Els Olmera, família noble almenys des de mitjan segle xvi (1542), tingueren un destacat protagonisme a Anglès durant un parell de centúries. De fet, la representació de la família a l'altar major de l'església de Sant Miquel (altar sufragat per la família) és una mostra de la importància dels antics habitants d'aquesta casa. Els Olmera-Çarrovira ostentaren el títol de batlle natural (que en alguns casos es transmetia per herència) des de finals del segle xvi fins a mitjans del segle xviii (1732).
En aquest sector és on hi hauria un dels tres portals que permetien accedir al castell. Se'l coneixia com el portal de Sant Miquel i es troba perfectament documentat. El portal quedà en desús a partir del segle xvi.